# 生根出訪計劃
生根出訪計劃是南京市人民政府於2018年下半年開始推動的的一項招商引資計劃，鼓勵創新產業園區按照職能分工出訪，向其他國家募集創新資源，進而達到創新產業在地生根的效果。截至2019年底已與18個國家合作設立了28座創新中心。